# Кохран, Райан (пловец)
Ра́йан Э́ндрю Ко́хран (англ. Ryan Andrew Cochrane; род. 29 октября 1988 года, Виктория, Канада) — канадский пловец, призёр Олимпийских игр 2008 и 2012 годов, многократный призёр чемпионатов мира. Специализировался в плавании вольным стилем на средних и длинных дистанциях (400, 800, 1500 метров). Многократный рекордсмен Канады.
Кохран дебютировал в канадской сборной в 2006 году. На чемпионате мира по водным видам спорта в 2007 он стал 19-м на дистанции 400 метров вольным стилем и пятнадцатым на 1500 метров.
Он выиграл бронзовую медаль на летних Олимпийских играх 2008 года на дистанции 1500 метров вольным стилем. В 2012 на этой же дистанции он стал серебряным призёром летних Олимпийских игр в Лондоне.
Завершил карьеру в 2017 году.